# 謙慎書道会
謙慎書道会（けんしんしょどうかい）は東京都千代田区飯田橋に事務局を置く、西川春洞の系統を中心とする書道団体。

## 基本理念
明治・大正屈指の大家、西川春洞の系統を中心として、古典を尊重し、古典に学び、古典に立脚した学書の姿勢で書の本質を追求する。

## 沿革
- 1904年（明治37年） - 西川春洞門の高弟達によって謙慎同窓会が創立される。首唱は諸井春畦、豊道春海、武田霞洞ら12名。
- 1930年（昭和5年） - 謙慎書道会の前身、春興書道会が創立される。
- 1933年（昭和8年） - 西川寧、林祖洞、江川碧潭、鳥海鵠洞、金子慶雲によって謙慎書道会が創立される。
- 1936年（昭和11年） - 篆刻部を設置。
- 1951年（昭和26年） - 西川春洞先生記念賞を新設。
- 1961年（昭和36年） - 会員構成を理事制とする。顧問には西川寧、理事長は青山杉雨、副理事長は殿村藍田が就任した。
- 1965年（昭和40年） - 西川春洞先生逝世五十周年記念展を開催。
- 1966年（昭和41年） - 梅花賞を新設。
- 1967年（昭和42年） - 謙慎選奨を新設。
- 1984年（昭和59年） - 淺見筧洞が理事長に就任。
- 1987年（昭和62年） - 事務局長の泉原寿石が死去。成瀬映山が事務局長に就任。
- 1981年（平成元年） - 青山杉雨、顧問に就任。
- 1993年（平成5年） - 小林斗盦、殿村藍田、上條信山、顧問に就任。
- 1994年（平成6年） - 西川春洞先生記念賞・梅花賞・新人賞を、それぞれ西川賞・青山賞・梅花賞・春興賞と改称。
- 2005年（平成17年） - 成瀬映山、最高顧問に就任。岩井韻亭、総務に就任。

## 七賢人
西川寧、青山杉雨、上條信山、殿村藍田、淺見筧洞、成瀬映山、小林斗盦の7人を、謙慎書道会の隆盛を築き上げた「謙慎七賢人」とする。